# Crime dans l'Hérault
Série Crime à...
Crime dans le Luberon
(2018) Crime à Saint-Affrique
(2020)
Pour plus de détails, voir Fiche technique et Distribution.
Crime dans l'Hérault est un téléfilm franco-belge réalisé par Éric Duret et diffusé en 2019 sur France 3 et en Belgique sur La Une.
Le téléfilm est une coproduction de Paradis Films, de France Télévisions, de Be-Films et de la RTBF (télévision belge),.

## Synopsis
La patronne d'une discothèque du Cap d'Agde est retrouvée assassinée dans son propre bureau. Élisabeth Richard et Charles Jouanic se réunissent pour enquêter sur ce qui ressemble à un crime avec un motif évident, puisque le coffre-fort a été vidé de son argent.

## Fiche technique
- Titre original : Crime dans  l'Hérault
- Réalisation : Éric Duret
- Scénario : Jean Falculete, Frédéric Faurt
- Producteurs : Éric Heumann, Maurice Kantor
- Sociétés de production : Paradis Films, France Télévisions, Be-Films, RTBF[1],[2]
- Pays d'origine : France,  Belgique
- Langue : Français
- Durée : 90 minutes
- Genre : Policier
- Premières diffusions[3]
  -  Belgique : 9 février 2020 sur La Une
  -  France : 16 mai 2020 sur France 3
  -  Suisse : 22 novembre 2019 sur RTS Un

## Distribution
- Florence Pernel : Élisabeth Richard, procureure
- Guillaume Cramoisan : Capitaine Charles Jouanic
- Lola Dewaere : Caroline Martinez
- Catherine Demaiffe : Doriane Fraisse
- Bonnafet Tarbouriech : Paul Grimaldi
- Audrey Looten : Margot Fabre
- Julien Bravo : Franck Valbone
- Matthieu Burnel : Jérôme Leclerc
- Lolita Chammah : Corinne Dasi
- Manuel Gélin : Pierre Grégoire
- Cédric Leffray : Un Chanteur sur la plage

## Tournage
Le téléfilm a été tourné au Cap d'Agde et ses environs du 25 mars 2019 au 19 avril 2019.

## Audience en France
Le téléfilm a été regardé en France par 6 490 000 téléspectateurs soit 28,7% de part d'audience